# Virgil Groder
Virgil Groder (* 2. Oktober 1856 in Kals; † 6. Mai 1924 in Mittersill) war ein österreichischer Maler.

## Leben
Virgil Groder wurde in Oberlesach als Sohn des Wirts Virgil Groder und dessen Frau Monika geb. Oberritzer geboren. Nach der Volksschule machte er in Kals eine Tischlerlehre. Als Geselle zog er nach Mittersill, wo bereits ein Verwandter von ihm als Tischler arbeitete. Die Malerei erlernte er bei Franz von Defregger in München, danach betrieb er weitere Studien in Rom. 1886 kehrte er nach Mittersill zurück und war als freischaffender Kunstmaler tätig. Er war bald ein angesehener Kirchenmaler im Pinzgau und im Tiroler Unterland. Aufgrund vieler Aufträge im Tiroler Teil der Erzdiözese Salzburg zog er 1889 nach Hopfgarten im Brixental. Dort lernte er Theres Sojer (* 1871) kennen, die er am 11. Jänner 1892 heiratete und mit der er drei Söhne bekam. Als er wieder vermehrt Aufträge aus dem Pinzgau erhielt, zog er 1900 zurück nach Mittersill, wo er für sich und seine Familie ein Haus am Eingang des Felbertals baute. Groder war auch musikalisch begabt und leitete lange Zeit die Musikkapelle Mittersill. Er starb nach kurzer Krankheit am 6. Mai 1924 und wurde unter großer Anteilnahme der Bevölkerung auf dem Friedhof von Mittersill beigesetzt.
Groder malte Genrebilder und Porträts in Öl. Er schuf Wand- und Deckenmalereien in zahlreichen Kirchen im Pinzgau und im Tiroler Unterland, die er zumeist in Seccotechnik ausführte. Er gehört zur Gruppe der letzten Nazarener, verwendete aber teilweise bereits Elemente moderner Malerei. Viele seiner Werke wurden bei späteren Renovierungen entfernt oder übermalt.

## Werke

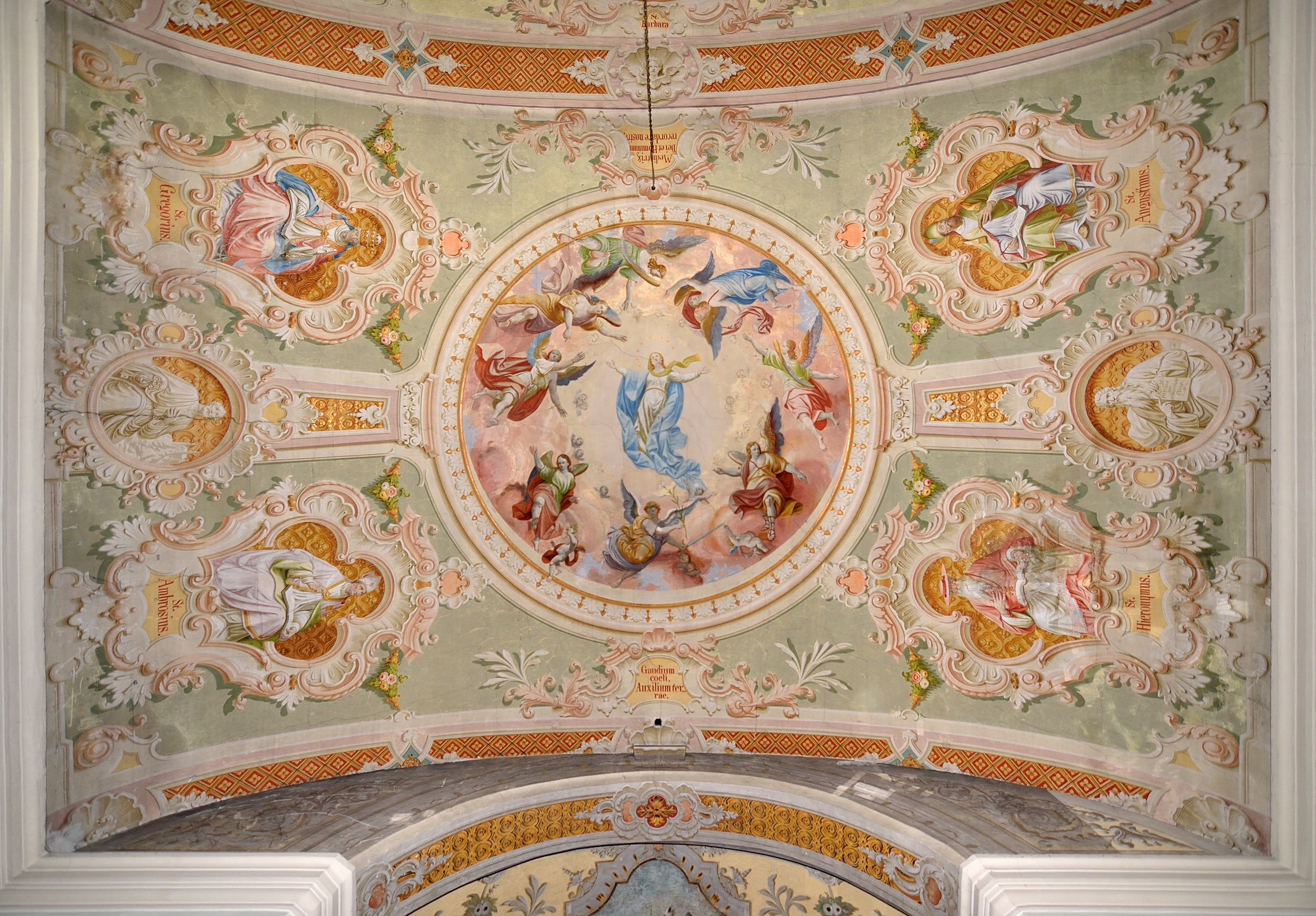
Deckengemälde in der Pfarrkirche hl. Rupert in Lend

- Wand- und Deckengemälde, Pfarrkirche Fieberbrunn, 1889 (1954/55 entfernt)[2]
- Renovierung, Pfarrkirche Finkenberg, 1890
- Innenrestaurierung Pfarrkirche Hopfgarten im Brixental, 1891–93[3]
- Wandmalereien, Pfarrkirche Kelchsau, 1892/93[4]
- Gewölbemalereien, Pfarrkirche Kals, 1894/95 (entfernt)[5]
- Deckengemälde, Pfarrkirche Voldöpp, um 1895
- Restaurierung, Pfarrkirche Mayrhofen, 1895[6]
- Deckenmalerei, Widum Zell am Ziller, 1896[7]
- Ostergrab, Pfarrkirche St. Jakob in Defereggen, 1897
- Gewölbemalereien, Hauser Kapelle, Wörgl, 1898[8]
- Deckenmalerei, Pfarrkirche Stumm, 1898 (Übermalung der Fresken von Christoph Anton Mayr, diese 1946 wieder freigelegt)[9]
- Wandmalereien, Pfarrkirche Stuhlfelden, 1899/1900
- Fresken, Lourdeskapelle, Roppen, um 1900[10]
- Wandmalereien, Pfarrkirche Bad Häring, 1901[11]
- Deckengemälde, Pfarrkirche Lend, 1901–07[1]
- Malereien, Pfarrkirche Bucheben, 1902
- Wandbilder im Chor, Pfarrkirche Hollersbach, 1902
- Wand- und Deckenmalereien, Pfarrkirche Embach, 1903
- Deckenmalerei Mariä Himmelfahrt und die Ankunft des hl. Rupert in Iuvavum, Pfarrkirche Lend, 1907
- Dekorationsmalerei, Pfarrkirche Kaprun, 1910 (1961 entfernt, 1982 und 2008/09 wieder freigelegt bzw. rekonstruiert)[12]
- Deckengemälde im Langhaus, Pfarrkirche Brandberg (um 1950 übertüncht)[13]